# Море (Вила-Верде)
Море (порт. Moure) — населённый пункт и район в Португалии, входит в округ Брага. Является составной частью муниципалитета Вила-Верде. Находится в составе крупной городской агломерации Большое Минью. По старому административному делению входил в провинцию Минью. Входит в экономико-статистический субрегион Каваду, который входит в Северный регион. Население составляет 1593 человека на 2001 год. Занимает площадь 4,67 км².
Покровителем района считается Мартин Турский (порт. São Martinho).